# Shangju
Shangju (kinesiska: 上举) är en köping i sydöstra Kina. Den ligger i Pingyuan härad i staden Meizhou i provinsen Guangdong, omkring 330 kilometer nordost om provinshuvudstaden Guangzhou. Antalet invånare är 4 289. Befolkningen består av 2 196 kvinnor och 2 093 män. Barn under 15 år utgör 15,0 %, vuxna 15-64 år 68 %, och äldre över 65 år 15,0 %.